# Onobrychis szovitsii
Onobrychis szovitsii är en ärtväxtart som beskrevs av Pierre Edmond Boissier. Onobrychis szovitsii ingår i släktet esparsetter, och familjen ärtväxter. Inga underarter finns listade i Catalogue of Life.